# Stiftung Natur & Wirtschaft

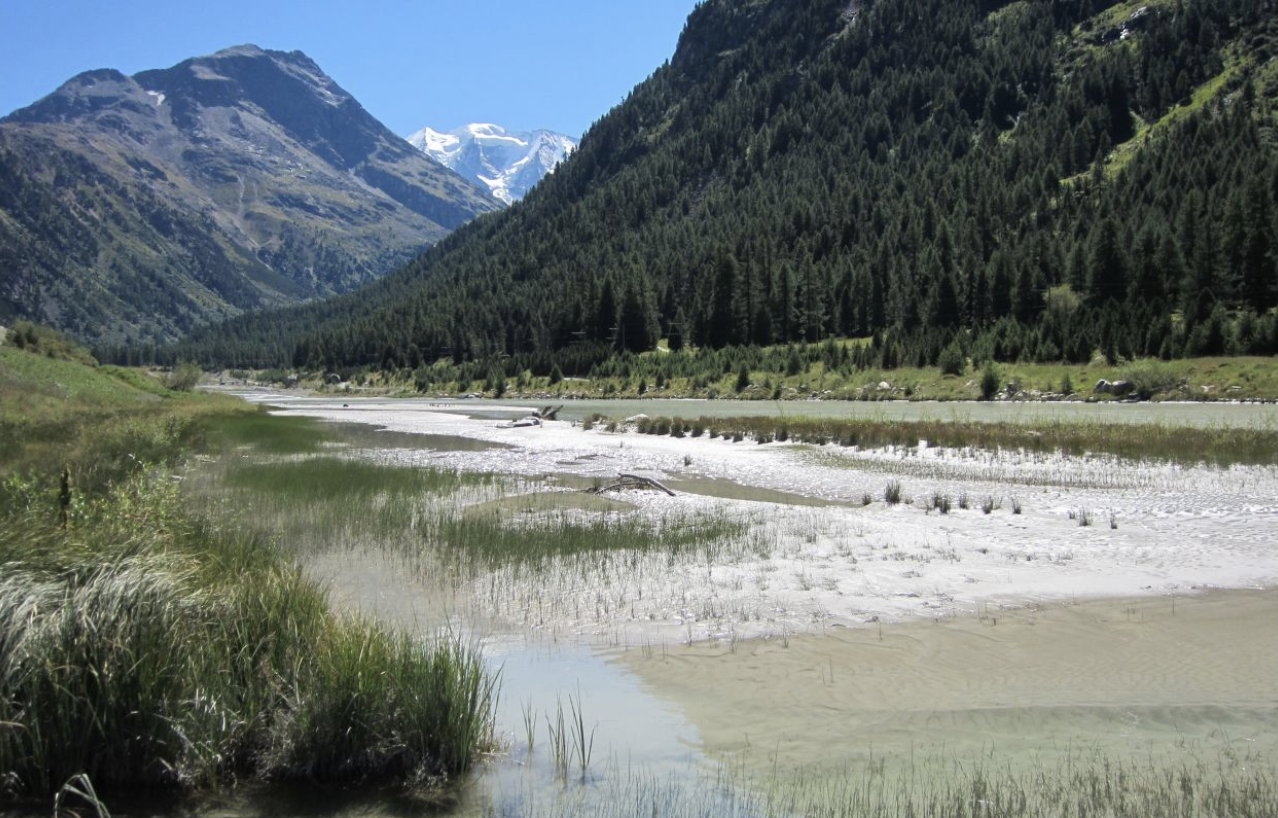

Die Stiftung Natur & Wirtschaft (franz.: Fondation Nature & Economie, ital.: Fondazione Natura & Economia) ist eine Naturschutzorganisation der Schweizer Wirtschaft. Sie wurde 1995 anlässlich des Europäischen Naturschutzjahres vom Bundesamt für Umwelt BAFU und Wirtschaftsverbänden als gemeinnützige Organisation gegründet. Die Stiftung hat sich zum Ziel gesetzt, Unternehmen für eine naturnahe Gestaltung ihrer Unternehmensareale zu motivieren. Inzwischen erfüllen mehr als 600 Areale die stiftungseigenen Kriterien für die Zertifizierung. Über Kapital verfügt die Stiftung nicht; finanziert wird sie durch jährliche Beiträge der Gründer, der zertifizierten Unternehmen, der Träger (Bundesamt für Umwelt BAFU, Migros-Genossenschaft, Losinger Marazzi AG, JardinSuisse, Winkler Richard Naturgärten und dem Verband Baustoff Kreislauf Schweiz) sowie durch Erträge aus Dienstleistungen.

## Stiftungszweck und Massnahmen
In der Schweiz beträgt die bebaute Zone über 232 000 Hektar Land (Stand 2017, ARE). Ungefähr 36 % davon werden von Zentrums-, Arbeits- und Mischzonen eingenommen, wo wiederum 4 Millionen Arbeitnehmende täglich ein und aus gehen. Die Stiftung hat sich das Ziel gesetzt, 1000 naturnah gestaltete Unternehmensareale und Kiesabbaustellen zu realisieren. So sollen sich Umwelt und Wirtschaft besser ergänzen. Die Stiftung evaluiert, berät und unterstützt Arealbesitzer, um durch Umgebungsgestaltung und -Pflege einen Beitrag zur Förderung der Artenvielfalt zu leisten, und zeichnet vorbildliche Beispiele mit ihrem national anerkannten Label aus.
Der Stiftungszweck ist es einerseits naturnahe Räume als Ausgleichsflächen für verbaute Landschaften zu schaffen und den Lebensraum sowie die Lebensqualität für Menschen, Pflanzen und Tiere im urbanen Raum zu verbessern. Andererseits wird so eine ökologische, nachhaltige Unternehmenskultur gefördert, bei der die Mitarbeitenden eine entspannende Arbeitspause in der Natur geniessen können und der Arbeitsalltag entschleunigt wird. Naturnahe Lebensräume sollen Teil des unternehmerischen Kapitals werden und dessen Nachhaltigkeitsstrategie sichtbar machen.
In den letzten Jahren hat die Stiftung ihre Ziele erweitert und beschränkt sich deshalb heute nicht mehr auf Industrie- und Gewerbeareale. Um den Wirkungsbereich der Stiftung zu erweitern werden seit 2014 deshalb auch naturnahe Wohnsiedlungen ausgezeichnet, denn diese machen einen Anteil von 46 % der Schweizer Bauzone aus. Um Themen der Biodiversität auch im Alltag von Schülern und Schülerinnen präsent zu machen, setzt sich die Stiftung ausserdem für naturnah gestaltete Schulen ein. Auch der Einfluss von Privatpersonen auf die Schweizer Artenvielfalt soll positiv verstärkt werden. Deshalb klärt die Stiftung auch über den ökologischen Wert von Privatgärten auf und unterstützt Privatpersonen dabei, Blumenwiesen anstelle von kahlen Rasen und einheimische Bepflanzung statt Exoten zu fördern. So wurde 2019 in Zusammenarbeit mit JardinSuisse, dem Unternehmerverband der Gärtner Schweiz, das Zertifikat „Garten der Zukunft“ lanciert. JardinSuisse ist Träger der Stiftung und macht mit ihrem Engagement deutlich, dass die Gartenbranche ihre Verantwortung für die Biodiversität in der Schweiz wahrnehmen und ausbauen will.
Seit 2021 bietet die Stiftung als Pilotprojekt das Zertifikat mit dem Arbeitstitel «Zertifikat für Natur und Klima» an. Hierfür zeichnet sie Areale aus, die vorbildliche Elemente im Bezug auf den Klimawandel aufweisen und dem Phänomen von Hitzeinseln in Städten entgegenwirken.
Grundvoraussetzung für alle Areale, die von der Stiftung ausgezeichnet werden, ist ein ökologisch wertvoller Anteil von 30 % der gesamten Umgebungsfläche. Mit dem Vorzertifikat der Stiftung können auch Bauprojekte ausgezeichnet werden, die sich noch in Planung befinden.

## Wirkung
In den vergangenen 30 Jahren wurden rund 40 Millionen Quadratmeter als naturnahe Fläche zertifiziert. Zum Vergleich: Das entspricht der Fläche aller Schweizer Freizeitanlagen. Die wichtigsten Branchen sind Industrie- und Kieswerke, Kläranlagen, Institutionen des Bildungs- und Gesundheitswesens, der Lebensmittelindustrie, Hotels und Restaurants sowie Banken und Versicherungen.

## Stiftungsrat
Im November 1996 wurde die Stiftung Natur & Wirtschaft auf Initiative der Biologen Reto Locher und Urs Hintermann gegründet und am 30. Januar 1997 im Handelsregister des Kantons Bern eingetragen. Stiftungspräsident ist Nationalrat Beat Flach, als Geschäftsführer wirkt seit Januar 2025 Bastiaan Frich. Zum Stiftungsrat gehören Julia Pagel vom Generalplaner Losinger Marazzi AG, Tobias Meyer vom Zentralvorstand JardinSuisse, Michael Widmer vom Verband Baustoff Kreislauf Schweiz, Hans Romang vom Bundesamt für Umwelt BAFU, sowie Naturgartenexperte Peter Richard von der Winkler & Richard AG. Für die Geschäftsstelle in der Romandie ist Joaquim Golay, im Tessin Roberto Buffi zuständig.

## Kriterien für die Zertifizierung
Mit dem Qualitätslabel der Stiftung Natur & Wirtschaft werden Unternehmens-,Wohn-, Schul-, Kiesareale, Abbaustellen und Privatgärten ausgezeichnet, die durch ihre besondere ökologische Qualität einen Beitrag zur Erhaltung der natürlichen Artenvielfalt im Siedlungsgebiet leisten.
Die Mindestanforderungen sind:
1. Mindestens 30 % der Umgebungsfläche sind naturnah und strukturreich gestaltet.
2. Die naturnahen Flächen sind möglichst artenreich mit einheimischen und standortgerechten Arten bepflanzt (siehe Flora Helvetica).
3. Auf den naturnahen Flächen werden keine Biozide und Düngemittel eingesetzt. Herbizide sind auf dem ganzen Areal nicht erlaubt.
4. Die fachgerechte Pflege des naturnahen Areals ist gewährleistet.
5. Die naturnahen Blumenwiesen werden maximal zwei Mal pro Jahr geschnitten.
6. Verkehrsflächen sind mit durchlässigen Bodenbelägen von regionaler Herkunft befestigt.
7. Bei allen Materialien (Pflanzen, Holz, Steine etc.) ist eine regionale Herkunft vorzuziehen (kurze Transportwege).
8. Dach- und Regenwasser wird weitmöglichst oberflächlich versickert, sofern es keine Verschmutzung aufweist und der Untergrund für eine Versickerung geeignet ist.